# Mpakanira
Mpakanira är ett vattendrag i Burundi.   Det ligger i provinsen Makamba, i den södra delen av landet, 120 kilometer söder om huvudstaden Bujumbura.
Omgivningarna runt Mpakanira är en mosaik av jordbruksmark och naturlig växtlighet. Runt Mpakanira är det ganska tätbefolkat, med 108 invånare per kvadratkilometer.